# 호니아라 국제공항
호니아라 국제공항(영어: Honiara International Airport, ICAO: HIR, IATA: AGGH)은 솔로몬 제도 과달카날섬에 위치한 국제공항이다. 이 공항은 솔로몬 제도의 유일한 국제공항으로 호니아라로부터 약 8km 떨어져 있는 곳에 위치해 있다.

## 역사
활주로는 1942년 8월 미국 제1해병사단에 의해 점령되었을 때 일본 제국 해군의 엔지니어들에 의해 건설 중이었다. 해병대는 미드웨이 해전에서 전사한 최초의 해병 비행사 로튼 헨더슨 소령을 위해 초기 기지의 이름을 변경했다. VMSB-241의 지휘관 헨더슨은 일본 항공모함 부대에 대한 공격에서 자신의 편대를 이끌던 중 사망했다.
활주로를 완성하고 수리하는 것은 미해군 건설 제6대대의 주요 프로젝트가 되었다. 제2차 세계 대전의 과달카날 전역 동안 주요 전투에서 몇 달 동안 비행장을 통제하는 것이 주요 임무였으며, 비행장이 전투 내내 운영될 수 있도록 보장했다.
전쟁이 끝난 후 이 비행장은 버려졌지만, 1969년 국제 민간 공항으로 재개장했다. 이 공항은 정기적으로 에어버스 A320을 수용한다.
2022년 11월 22일, 호니아라 남서쪽 57km 지점에서 규모 7.0의 지진이 발생했다. 터미널 천장은 손상되었지만 구조물은 그대로 유지되었다. 피해 지역은 수리를 위해 폐쇄되었다.

## 운항 노선

### 국제선
| 항공사      | 목적지 |
| ----------- | --- |
| 피지 항공   | 나디, 포트빌라 |
| 솔로몬 항공 | 아푸타라, 아로나, 아토이피, 오키, 오바부, 발레레, 바투나, 밸로나, 초이설배이, 페라, 가토카, 기조, 재조, 카고, 키라키라, 마루, 모노, 먼다, 래마타, 랜랜, 산타아나, 산타크러즈, 세가, 수바노, 얀디나, 오클랜드 |